# Rhodostemonodaphne velutina
Rhodostemonodaphne velutina là loài thực vật có hoa trong họ Nguyệt quế. Loài này được (Mez) Madriñán mô tả khoa học đầu tiên năm 2004.